# Charles Legras
Pour les articles homonymes, voir Legras.
Charles Legras (1859-1922), chimiste puis directeur de l'entreprise de verrerie Legras et Cie, neveu de François-Théodore Legras. Découvreur des cristaux de rubis ou cristallisations. 

## Biographie
Fils d'Auguste Legras, frère de François-Théodore Legras.
Employé en tant que chimiste dans l'entreprise familiale il a fait de nombreuses recherches qui ont abouti à des découvertes innovantes et au dépôt de plusieurs brevets par les verreries Legras : 
- verre d'or damassé
- verre coloré dans la masse de tons pastels
- décor en décalque à l'émail fixé au moufle[3].

Au cours de ses expérimentations, Charles a également inventé les pierres synthétiques ou cristallisations imitant les pierres d'Orient tant pour la couleur, que pour la densité ou la composition. L'entreprise fit don de quelques cristaux de rubis en formation au CNAM dès 1890.
La cristallisation était obtenue par la réaction chimique du fluorure de calcium et de l'alumine pure dans un four de verrerie. 
Une fois les cristaux d'alumine obtenus, ils sont colorés avec du chrome pour devenir des rubis. Il est possible d'obtenir d'autres couleurs imitant le saphir et l'émeraude en utilisant de la soude ou du potasse. 
En 1909, il succède à son oncle à la tête de l'entreprise, poursuivant le même type de production jusqu'en 1919. C'est à cette période que l'entreprise connaît ses premières difficultés. Dès 1910, l'entreprise est accusée d'employer des enfants de moins de treize ans.